# Ceol

Engeland ten tijde van Ceols regering.

Ceol (ook Ceola, Ceolric genoemd; ? - 594/597) was van 591 tot 597 of van 588 tot 594 de koning van de Gewissæ, een volksgroep, die in de late 7e eeuw als de "West-Saksen" het Angelsaksische koninkrijk Wessex zouden stichten.

## Leven
Ceol was afkomstig uit het Huis Wessex en wordt beschouwd als zoon van Cutha (Cuthwulf) en de kleinzoon van Cynric. De regering van zijn oom Ceawlin eindigde blijkbaar met onrust in het koningshuis. In 588/591 kwam Ceol aan de Macht en Ceawlin werd na een "grote massamoord" bij Wôdnesbeorg (bij Wansdyke of Alton Priors in Wiltshire). Omstreeks 592/593 overleden Ceawlin en zijn verder onbekende vermoedelijke verwanten Cwichelm en Crida. Na de dood van Ceawlin nam de dominantie van de Gewissæ af. Æthelberht van Kent, die door zijn huwelijk met de Frankische prinses Bertha een bondgenootschap met de Frankische Rijk, toentertijd de machtigste staat van Europa, was aangegaan, won aan invloed. Over Ceols vijf - of zes-jaar-durende regering zijn geen verdere details bekend. Hij stierf rond 594/597. Hij werd door zijn broer Ceolwulf (594/597–611) opgevolgd, die op zijn beurt door Ceols zoon Cynegils (611-642) werd opgevolgd.
Ceols naam zorgt voor enige problemen: gewoonlijk werd hij met Ceolric gelijkgesteld, en als een broer van zijn opvolger, Ceolwulf, en als een vader van diens opvolger van Cynegils beschouwd. Dat Ceolwulf een zoon genaamd Cynegils had, komt mogelijk voort uit een verwarring tussen Ceol en Ceolwulf door middeleeuwse schrijvers, omdat beiden hun roepnaam "Ceol/Ceola" zou zijn geweest.